# Phantom Planet
Phantom Planet är en musikgrupp från Los Angeles. Deras låt California var signaturmelodi till tv-serien OC. Bandet bildades 1994 i Los Angeles, och hade från börjar fem medlemmar: Alex Greenwald (sång, gitarr), Jason Schwartzman (trummor), Sam Farrar (basgitarr), Darren Robinson (gitarr) och Jacques Brautbar (gitarr). Schwartzman lämnade bandet 2003 för att fokusera på sin skådespelarkarriär och ersattes av Jeff Conrad, ett halvår senare lämnade även Brautbar bandet för att bli fotograf på heltid.
Enligt ett blogginlägg från bandet som postades den 25 november 2008 på PP, kommer bandet efter 15 års spelande tillsammans att sluta spela, på obestämd tid. Sista spelningen ägde rum på The Troubadour den 12 december i Los Angeles, samma ställe de hade sin första spelning på.
Phantom Planet återförenades officiellt 2012 för en kortare period och sedan även 2019.

## Medlemmar
Nuvarande medlemmar
- Alex Greenwald (f. 9 oktober 1979 i Los Angeles, Kalifornien) – sång, gitarr, mandolin, piano, keyboard, slagverk (1994–2008, 2012, 2019– )
- Sam Farrar (f. 29 juni 1978) – basgitarr, gitarr, piano (1994–2008, 2012, 2019– ), trummor, slagverk (2003–2004)
- Darren Robinson (f. 24 augusti 1978) – sologitarr, sång (1994–2008, 2012, 2019– )
- Jeff Conrad – trummor (2004–2008, 2012, 2019– )

Tidigare medlemmar
- Jacques Brautbar (14 mars 1979 i Los Angeles, Kalifornien) – rytmgitarr, sång (1994–2004, 2012)
- Jason Schwartzman (f. 26 juni 1980 i Los Angeles, Kalifornien) – trummor (1994–2003)

## Diskografi
Studioalbum
- Phantom Planet Is Missing (1998)
- Polaroid (1999)
- The Guest (2002)
- Phantom Planet (2004)
- Phantom Planet: Negatives (2004)
- Negatives 2 (2004)
- Raise the Dead (2008)

Livealbum
- Live at The Troubadour (2003)
- Live 2004 (2004)

EP
- Live (2001)
- Limited Edition Tour EP (2007)
- Daytrotter Session (2008)

Singlar
- "California" (2001)
- "Lonely Day" (2001)
- "The Happy Ending" / "Clockwork" (2002)
- "Do The Panic" (2008)